# Копали
Копали́ (каз. Қопалы) — село у складі Аксуського району Жетисуської області Казахстану. Входить до складу Кизилагаського сільського округу.
У радянські часи село називалось Отділення № 3 совхоза Кизилагаський.
Населення — 36 осіб (2021; 72 у 2009, 251 у 1999, 324 у 1989).